# نجمي سوناتا

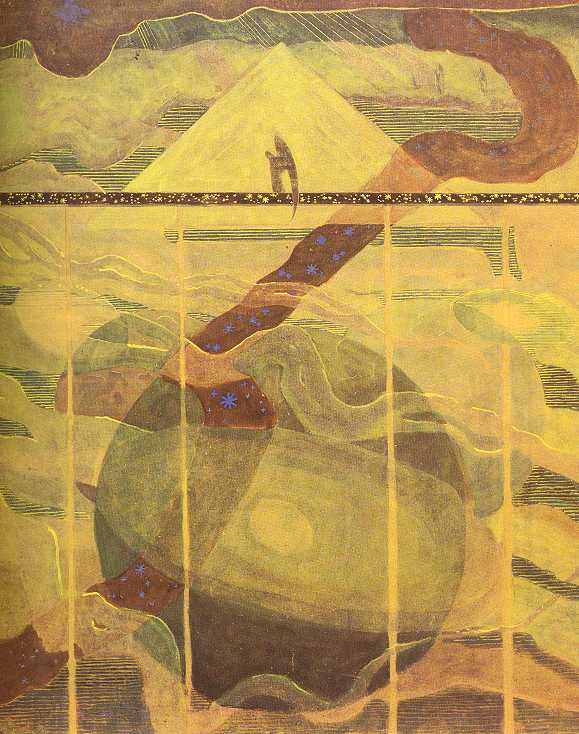
سوناتا ستيلر. ببطء معتدل - الجزء الثاني من دورة المخطط أربعة اللوحة " Žvaigždžių "سوناتا

سوناتا السادس هما لوحات، سوناتا ستيلر و اليجرو و ستيلر سوناتا. Andante ، من Mikalojus Konstantinas uriurlionis في عام 1908. 

## الفنان
«كيورليونيز» كان مؤلف ورسام ليتواني. من أشهر مؤلفاته الموسيقية قصائد سيمفونية. في الغابة (ميشك) والبحر (جورا). كلاهما في تعبير رومانسي متأخر. «كيورليونيز» كرسام كان رمزي الجذور في الأساطير الليتوانية، وقد بنيت لوحاته في جزء من مبادئ الشكل الموسيقي. 

## لوحات «موسيقية»
urillionis رسمت سبعة سوناتات التصويرية. قام بترقيمها في الأصل (تم تكييف العناوين لاحقًا). يمكن ربط السوناتات التصويرية الخاصة به بالتناغم، والانصهار بين الموسيقى والفن، وتجسيد مقاربة أصلية للتخليق. يستخدم الفنان مبادئ التأليف الموسيقي في لوحات المرتبطة بنية الأشكال الموسيقية مثل سوناتات، [فوغ] أو مقدمات. قام بتوحيد العناصر من الواقع والمستويات المكانية والتواريخ والصور الرمزية المتناقضة في نظام أو دورة تركيبية واحدة، بناءً على ديناميات الإيقاع. ستيلر سوناتا. أعجل هي رؤية للفضاء الخارجي مع صور رائعة متعددة الطبقات. 
يتم ترتيب العناصر المركبة من اللوحة في إيقاع متفاوتة معقدة. لتصوير البعد الثالث، لم يستخدم المنظور، ولكن بدلاً من ذلك تراكب ذات شفافية متفاوتة. «كيور ليون» يتصور الكون باعتباره سيمفونية كبيرة مجسمة، تقاطعات السدم الكونية، النجوم وضوء الشمس. تمتزج أمواج هذا المحيط الفضائي - الأغاني - معًا لتشكيل شبكة غنية ومزخرفة وجميلة مثقوبة على طريق درب التبانة. الحركة في الفضاء الخارجي ليست فوضوية، ولكنها إيقاعية وتناغمية. رمز النظام والوئام في الكون هو مثل الملاك، وهو رقم من الضوء يقف على برج ضوء مدبب. الجزء الثاني من سوناتا («سوناتا ستيلر. Andante») أيضًا مهيب ومذهل، ولكنه أكثر تقييدًا: طغت بضع نطاقات من الضباب الكوني كوكبًا كرويًا واحدًا، ربما الأرض نفسها، وملاك يمشي ببطء فوق فرقة درب التبانة، ويعطي انطباعًا هادئًا موسيقى رائعة. هذه واحدة من أكثر إبداعات الفنان الموسيقية، وهي مليئة بالتفاعل بين الألوان والتغيرات الإيقاعية والخيال القوي.